# Marlon Starling
Marlon Starling (* 29. August 1959 in Hartford, Connecticut) ist ein ehemaliger US-amerikanischer Profiboxer und Weltmeister der WBA und WBC im Weltergewicht.

## Karriere
Marlon Starling siegte in 97 von 110 Amateurkämpfen und gewann 1977 eine Bronzemedaille bei den US-amerikanischen Meisterschaften im Weltergewicht nach Halbfinalniederlage gegen Mike McCallum. 1979 begann er mit dem Profiboxen und wurde im Laufe seiner Karriere von Eddie Futch und Freddie Roach trainiert. Er boxte ausschließlich in den USA, davon 30-mal in seiner Heimatstadt Hartford.
In seiner Aufbauphase gewann er 25 Kämpfe in Folge, davon 16 vorzeitig. Im Januar 1980 besiegte er Charles Newell durch K. o.; dieser starb Tage später an den Folgen seiner Verletzungen. Im März 1981 besiegte er Floyd Mayweather Sr., Vater des später berühmten Boxers Floyd Mayweather Jr.; Floyd Sr. besiegte er zudem in einem weiteren Kampf im April 1985.
Seine erste Niederlage erlitt er im Oktober 1982 durch geteilte Punktentscheidung gegen Donald Curry, dem er auch im Februar 1984 beim Kampf um die WBA- und IBF-Titel durch einstimmige Punktwertung unterlag. Im April 1984 wurde er Nordamerikameister der NABF durch einstimmigen Punktsieg gegen Lupe Aquino. Im Juni desselben Jahres erlitt er eine knappe Niederlage gegen Pedro Vilella, besiegte diesen jedoch in einem Rückkampf im Februar 1987.
Nach einem Punktesieg gegen Simon Brown im November 1985, verlor er im Mai 1986 erneut knapp nach Punkten gegen Johnny Bumphus. Aufgrund des Zusammenstoßes beider Sportler mit den Köpfen war es zum verletzungsbedingten Kampfabbruch gekommen, zu dessen Zeitpunkt Bumphus knapp in Führung gelegen hatte.
Am 22. August 1987 wurde er schließlich Weltmeister der WBA durch einen t.K.o.-Sieg in der elften Runde gegen Mark Breland, Weltmeister und Olympiasieger der Amateure, sowie ungeschlagener Profi (18-0, 12 K. o.). Anschließend folgte im Februar 1988 eine erfolgreiche Titelverteidigung gegen den Japaner Fujio Ozaki sowie ein Unentschieden im Rückkampf mit Mark Breland im April 1988. Den Titel verlor er schließlich umstritten am 29. Juli 1988 an den Kolumbianer Tomás Molinares. Starling war am Ende der fünften Runde durch einen Schlag, der jedoch kurz nach dem Rundengong erfolgte, des Herausforderers zu Boden geschlagen und ausgeknockt worden. Ringrichter Joe Cortez erklärte anschließend fälschlich Molinares zum Sieger, ehe nach Auswertung der Videoaufzeichnungen der Kampf aufgrund Schlagens nach dem Rundengong wertungslos erklärt wurde. Trotzdem erhielt Starling den Titel nicht zurück, obwohl er zum Zeitpunkt des Niederschlags nach Punkten geführt hatte.
Am 4. Februar 1989 gewann er den WBC-Titel durch t.K.o.-Sieg in der neunten Runde gegen Lloyd Honeyghan und verteidigte ihn im September 1989 gegen den Südkoreaner Yung-Kil Chung einstimmig. Anschließend stieg er ins Mittelgewicht auf. In dieser Gewichtsklasse erlitt er in zwei weiteren Weltmeisterschaftskämpfen knappe Punktniederlagen gegen Michael Nunn und Maurice Blocker, weshalb er seine Karriere 1990 beendete.
Für die 1980er Jahre wurde er vom KO Magazine unter den fünf besten Weltergewichtlern der Welt geführt. 2005 folgte seine Aufnahme in die Connecticut Boxing Hall of Fame. 2014 wurde er von der Hartford Public High School Athletic Hall of Fame mit dem Lifetime Achievement Award für seine sportlichen Erfolge geehrt.